# Ланьцан-Лахуский автономный уезд
Ланьцан-Лахуский автономный уезд (кит. упр. 澜沧拉祜族自治县, пиньинь Láncāng Lāhùzú zìzhìxiàn) — автономный уезд городского округа Пуэр провинции Юньнань (КНР).

## История
Во времена империи Цин в 1894 году был создан Чжэньбяньский непосредственно управляемый комиссариат (镇边直隶厅). После Синьхайской революции в Китае была проведена реформа структуры административного деления, в ходе которой комиссариаты были упразднены, и поэтому в 1913 году Чжэньбяньский непосредственно управляемый комиссариат был преобразован в уезд Чжэньбянь (镇边县). Так как выяснилось, что в провинции Гуйчжоу уже имеется уезд с точно таким же названием, в 1914 году уезд Чжэньбянь был переименован в Ланьцан (澜沧县).
После вхождения провинции Юньнань в состав КНР в 1950 году был образован Специальный район Нинъэр (宁洱专区), и уезд вошёл в его состав.
Постановлением Госсовета КНР от 2 апреля 1951 года Специальный район Нинъэр был переименован в Специальный район Пуэр (普洱专区).
Постановлением Госсовета КНР от 28 марта 1953 года Специальный район Пуэр был переименован в Специальный район Сымао (思茅专区).
7 апреля 1953 года из уезда Ланьцан был выделен Ланьцан-Лахуский автономный район уездного уровня (澜沧拉祜族自治区（县级）).
11 июля 1953 года был расформирован уезд Нинцзян (宁江县), и часть его земель была передана в состав Ланьцан-Лахуского автономного района.
16 октября 1954 года на стыке уезда Ланьцан и Ланьцан-Лахуского автономного района был образован Мэнлянь-Дай-Лаху-Каваский автономный район уездного уровня (孟连县傣族拉祜族佧佤族自治区).
В 1955 году уезд Ланьцан был присоединён к Ланьцан-Лахускому автономному району.
В октябре 1956 года из Ланьцан-Лахуского автономного района был выделен уезд Симэн (西盟县).
Постановлением Госсовета КНР от 19 октября 1957 года Специальный район Сымао был расформирован, а входившие в его состав административные единицы перешли в состав Сишуанбаньна-Дайского автономного округа. 
10 декабря 1959 года Ланьцан-Лахуский автономный район был преобразован в Ланьцан-Лахуский автономный уезд.
Постановлением Госсовета КНР от 18 августа 1964 года был воссоздан Специальный район Сымао, и автономный уезд вернулся в его состав.
В 1970 году Специальный район Сымао был переименован в Округ Сымао (思茅地区).
Постановлением Госсовета КНР от 30 октября 2003 года округ Сымао был преобразован в городской округ.
Постановлением Госсовета КНР от 21 января 2007 года городской округ Сымао был переименован в городской округ Пуэр.

## Население
В уезде преобладают коренные народности — лаху, хани, и, ва, дайцы и буланы.

## Административное деление
Автономный уезд делится на 5 посёлков, 9 волостей и 6 национальных волостей.

## Туризм
- Чайные леса горы Цзинмай в Пуэре